# Club Atlético Boca Juniors (féminines)
Maillots
Actualités
Le Club Atlético Boca Juniors est un club argentin de football féminin fondé en 1990 dans la ville de Buenos Aires. L'équipe représente la section féminine du club homonyme masculin fondé en 1905. Avec 26 titres de champion, il s’agit du club de football féminin le plus titré d’Argentine.

## Histoire du club
Le Club Atlético Boca Juniors est fondé en 1905 tandis que la section de football féminin est fondée en 1990. En 1991, est créée la première division féminine en Argentine. Le Boca Junior y participe dès sa création. Après la première saison le club termine deuxième derrière l'éternel rival du Boca, River Plate.
En 1992, Boca Junior remporte son premier titre de champion. Après ce premier succès Boca finira pendant cinq années vice-champion, toujours derrière River Plate. À partir de 1998, l'année où Boca Junior remporte son deuxième titre, la tendance s'inverse et Boca remporte cinq fois le titre.
À partir de 2003, le championnat se déroule avec un championnat d'ouverture et un championnat de clôture. Boca Juniors gagne les six premières éditions (ouverture et clôture).
En 2009, Boca Junior remporte le tournoi d'ouverture ce qui qualifie l'équipe pour la deuxième édition de la Copa Libertadores féminine. L'équipe terminera à la 3e place de cette compétition.
Le 9 mars 2019, l'équipe féminine de Boca joue pour la première fois dans la Bombonera, le stade mythique du club, avec une victoire 5-0 contre Club Atlético Lanús.

## Palmarès
| Compétitions nationales |
| --- |
| - Championnat d'Argentine (29) : - Champion : 1992, 1998, 1999, 2000, 2001 Ap, 2002 Cl, 2003 Ap, 2004 Cl, 2004 Ap, 2005 Cl, 2005 Ap, 2006 Ap, 2006 Cl, 2007 Ap, 2007 Cl, 2007 Ap, 2008 Cl, 2009 Ap, 2010 Ap, 2011 Cl, 2011 Ap, 2012 Ap, 2013 Cl et 2013 In., 2020, 2021, 2022, 2023 Ap+Cl, 2024 Ap - Coupe d'Argentine (1) : - Vainqueur : 2023 - Supercopa Argentina de Fútbol Femenino (1) : - Vainqueur : 2015 . |